# Great Munden
Great Munden – wieś i civil parish w Anglii, w Hertfordshire, w dystrykcie East Hertfordshire. W 2011 civil parish liczyła 339 mieszkańców. Great Munden jest wspomniana w Domesday Book (1086) jako Mundene.